# Maurice Maindron
Pour les articles homonymes, voir Maindron.
Œuvres principales
- Le Tournoi de Vauplassans, couronné par l'Académie française.
- L'Arbre de Science.
- Monsieur de Clérambon (roman).
- Saint-Cendre (roman).
- Blancador l'avantageux (roman).

Compléments
- Collabore au deuxième supplément du Grand Dictionnaire du XIXe siècle de Larousse (1886-1890) avec 5000 articles d'histoire naturelle.
- 20000 articles pour le Dictionnaire des Dictionnaires.
- Attaché depuis 1894 à la Grande Encyclopédie pour la partie entomologique à partir de la lettre H.
- Auteur de 41 notes d'entomologie principalement sur les Coléoptères.

Maurice Maindron (né à Paris en 1857, mort en 1911, inhumé au cimetière de Bonsecours en Seine-Maritime) est un écrivain et entomologiste français.
Fils de l'ingénieur et sculpteur Hippolyte Maindron, Maurice Maindron naît à Paris et montre tout jeune, avec son ami Henry Desbordes, un goût très vif pour l’histoire naturelle, et spécialement pour l’entomologie. Il fréquente dès 1875 le Laboratoire du Muséum national d'histoire naturelle, où Jules Künckel d'Herculais le présente à Émile Blanchard, et où il est embauché pour ranger les hyménoptères. Avant l'âge de 20 ans, il s'embarque avec Achille Raffray pour la Nouvelle-Guinée (1876-1877). Il rejoint en 1878 la Société entomologique de France, avant de s'embarquer pour une série de missions qui le mènent au Sénégal (1879), en Inde (1880-1881), en Indonésie (1884-1885), à Obock et en Somalie (1893), au Pakistan et en Arabie (1896), de nouveau en Inde (1900-1901) et encore au Sénégal (1904). Plusieurs de ces missions étaient, au moins en partie, financées par le Muséum, et Maindron devait récolter insectes et autres animaux pour les collections nationales.

### Hommages

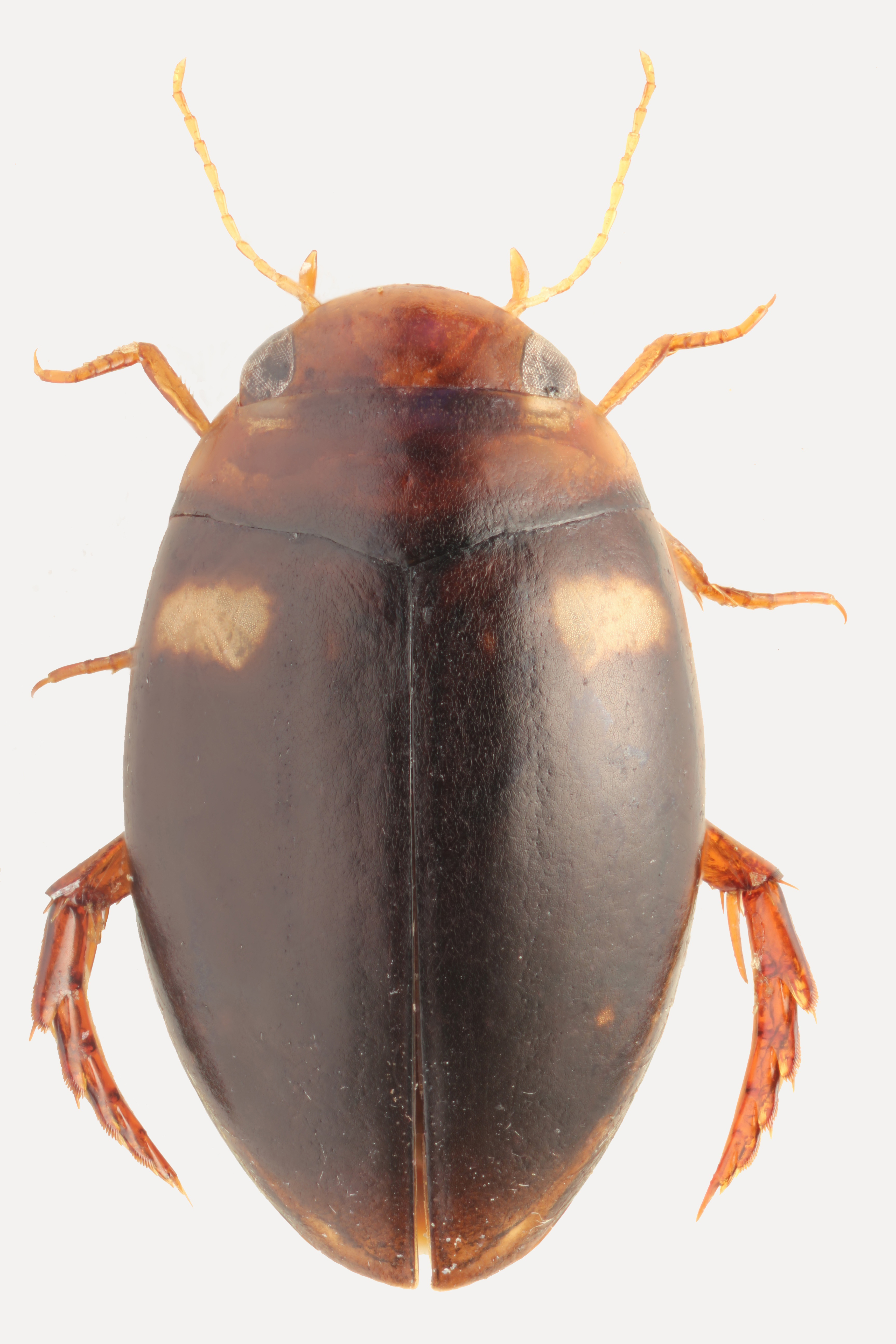
Laccophilus maindroni HabitusDors

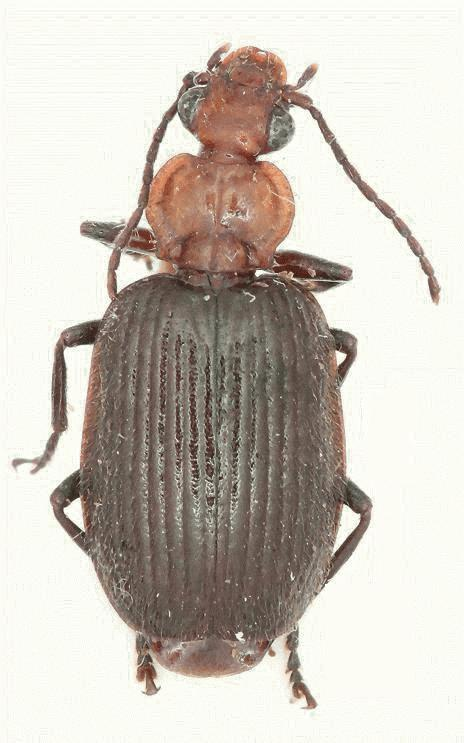
ZooKeys - Lachnoderma maindroni

## Littérateur

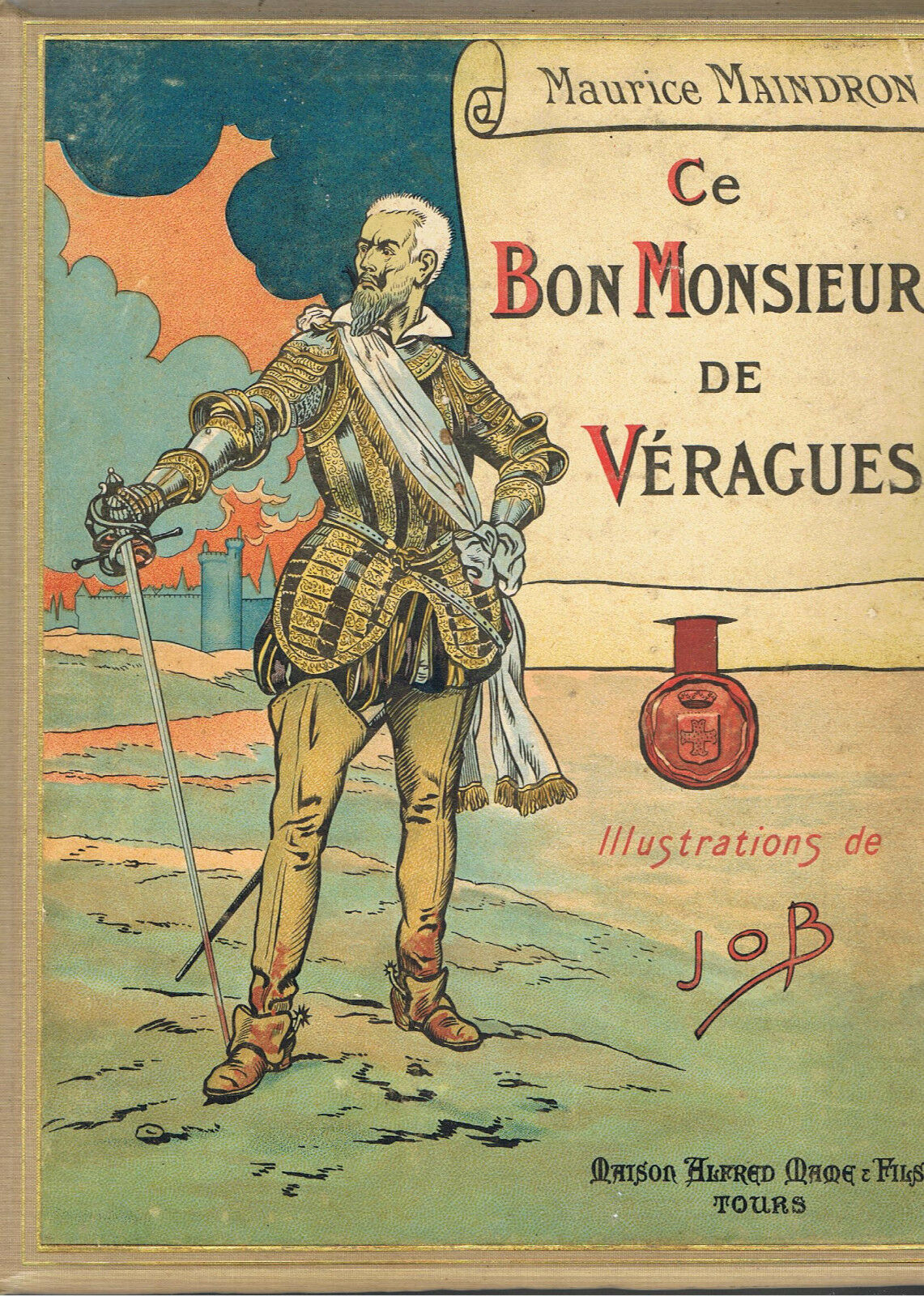
Ce bon Monsieur de Véragues, 1895. Couverture illustrée par Job.

## L'Arbre de Science

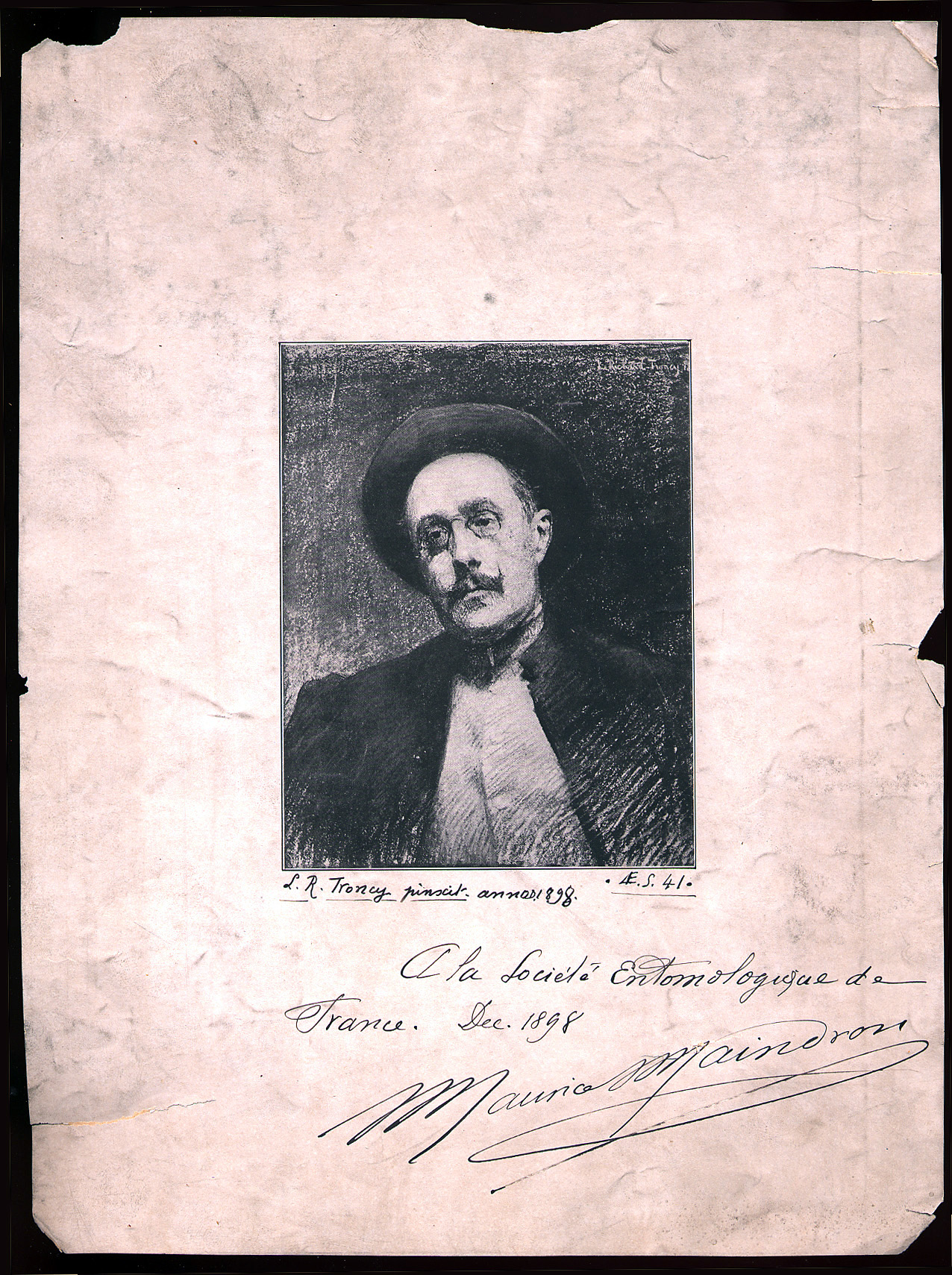
Portrait de Maurice Maindron en 1898.

## Vulgarisateur

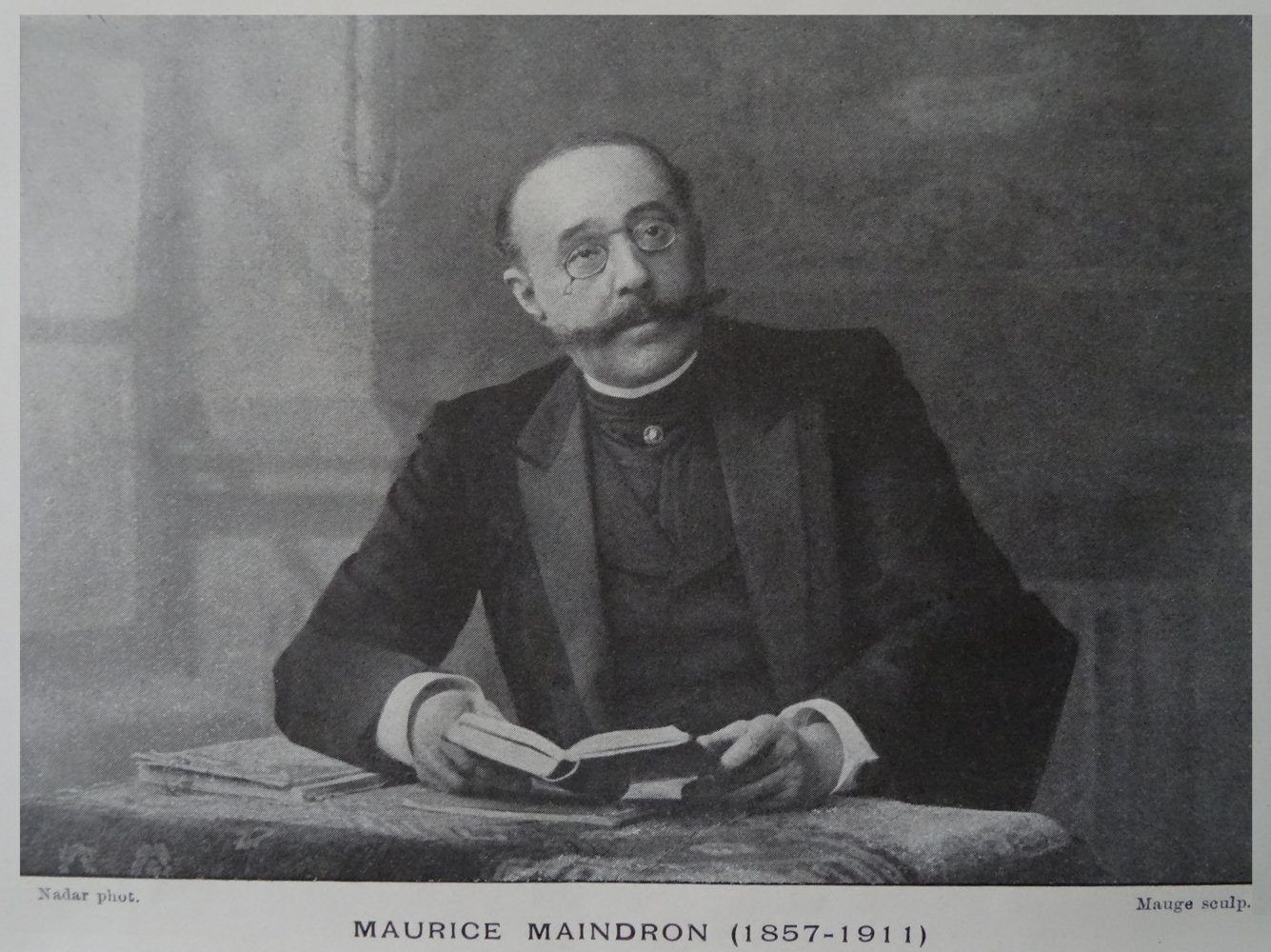
Maurice Maindron. Similigravure de J. Mauge d'après Nadar.

À Paris, Maindron vit de sa plume. Après un premier ouvrage sur Les Armes (1890), c’est la vulgarisation scientifique qui l’occupe surtout, pour laquelle il produit de très nombreux travaux : outre des dizaines d’articles parus dans diverses revues (La Nature, Le Musée des Familles, La Revue horticole, etc.), et quelques ouvrages tels Les Papillons (1888), Les Hôtes d’une maison parisienne (1891), ou Le Naturaliste amateur (1897), il collabore, de 1886 à 1890, au deuxième Supplément du Grand dictionnaire universel du XIXe siècle de Pierre Larousse, où il donne plus d'un millier d'articles de zoologie.
Pendant la même période, il rédige tous les articles d’histoire naturelle, soit environ vingt mille, pour la nouvelle édition du Dictionnaire des Dictionnaires de Napoléon Landais. À partir de 1894, il est attaché à La Grande Encyclopédie de Marcellin Berthelot, où il donne les articles d’entomologie à partir de la lettre H, et tous ceux sur les armes anciennes depuis la lettre E. Enfin, il est l’auteur d’un nombre immense d’articles de zoologie et d’archéologie contenus dans les sept volumes et le supplément du Nouveau Larousse illustré (1897-1906).

## Entomologiste
Après les Hyménoptères, il choisit de travailler sur les Coléoptères, spécialement les Cicindelinae et Carabidae du globe, groupes qu'il étudiera pendant le reste de sa vie. Il en réunit une collection très complète et leur consacre régulièrement des publications scientifiques. Son statut est celui d’un amateur, mais il semble qu’il ait envisagé une carrière professionnelle. En tout cas, il rédige en 1895 une notice de travaux scientifiques. Peut-être espérait-il que Künckel d'Herculais succédât à Blanchard, ce qui aurait libéré un poste d’assistant auquel lui-même aurait pu être candidat. Mais l’affaire tourna court : le poste de Professeur échut à Eugène Bouvier, et Maindron ne fut jamais nommé au Muséum. Cet épisode joua un certain rôle dans la méfiance que, tout le reste de sa vie, il montrera vis-à-vis de l’établissement et de certains membres de son personnel. Il restera, par contre, très attaché à la Société entomologique de France qu'il présida en 1910.
Ses collections de coléoptères, léguées à un autre voyageur entomologiste, Guy Babault (1888-1930), sont entrées au laboratoire d'entomologie du Muséum avec la collection de celui-ci. Ses araignées, récoltées à l'intention de son ami Eugène Simon, ont été étudiées par ce dernier.